# دايهاتسو أبلوز
دايهاتسو أبلوز هي سيارة مدمجة من صناعة دايهاتسو أنتجت في 1989 وتوقف إنتاجها في 2000.